# Samlingspartiet i Österbotten
Samlingspartiet i Österbotten (finska: Pohjanmaan Kokoomus) är ett kretskansli för Samlingspartiet i Vasa valkrets. Kretskansliets verksamhetsledare är Riikka Varila och kretsstyrelsens ordförande Jesse Luhtala. Samlingspartiet i Österbotten har totalt 77 lokalavdelningar i 32 kommuner.
SFP har totalt två riksdagsledamöter i valdistriktet valperioden 2019–2023: Paula Risikko från Seinäjoki och Janne Sankelo från Kauhava.

## Framträdande partiföreträdare

### Nuvarande riksdagsledamöter 2023–2027
- Janne Jukkola (2023–)
- Paula Risikko (2003–)

### Tidigare riksdagsledamöter
| Södra valkretsen - Eveliina Ala-Kulju (1918–1919) - Juho Erkki Antila (1918–1919) - Kaarlo Lanne (1918–1922) - Paavo Virkkunen (1919–1935) - Jaakko Ikola (1927–1930, 1939–1945) - Yrjö Antila (1945–1951) - Johannes Wirtanen (1945–1962) - Niilo Kosola (1951–1962) - Iisakki Nikkola (1951-1952) - Reino Ala-Kulju (1952–1954, 1959–1962) - Mauri Seppä (1954–1962) | Norra valkretsen - Wilhelmi Malmivaara (1918–1920) - Mikko Jaskari (1920–1927) - Ernsti Turja (1922–1933, 1939–1951) - Martti Rantanen (1927–1935) | Östra valkretsen - Aleksanteri Koivisto (1918–1921) - Aukusti Luoma (1927–1930) - Heikki Ala-Mäyry (1948–1951) |

Vasa valkrets
- Reino Ala-Kulju (1962–1966)
- Niilo Kosola (1962–1970)
- Väinö Kuoppala (1962–1963)
- Martti Valkama (1963–1966)
- Sakari Huima (1966–1970)
- Pentti Mäki-Hakola (1966–1995)
- Eeva Kauppi (1970–1983)
- Mauri Seppä (1970–1975)
- Helge Saarikoski (1979–1987)
- Juho Koivisto (1983–1987)
- Kirsti Ala-Harja (1987–1999)
- Martti Korkia-Aho (1987–1991)
- Heikki Koskinen (1995–1999)
- Pertti Mäki-Hakola (1999–2003)
- Petri Salo (1999–2011)
- Petri Pihlajaniemi (2007–2011)
- Markku Mäntymaa (2011–2015)
- Janne Sankelo (2011–2015, 2019–)
- Susanna Koski (2015–2019)